# Liste der denkmalgeschützten Objekte in Kirchberg-Thening
Die Liste der denkmalgeschützten Objekte in Kirchberg-Thening enthält die 6 denkmalgeschützten, unbeweglichen Objekte der Gemeinde Kirchberg-Thening in Oberösterreich (Bezirk Linz-Land).

## Denkmäler
| Foto |                 | Denkmal                                                                            | Standort                                        | Beschreibung | Metadaten |
| ---- | --------------- | ---------------------------------------------------------------------------------- | ----------------------------------------------- | --- | --- |
| ja   | Datei hochladen | Gemeindeamt, ehem. Gasthof Kirchenwirt HERIS-ID: 18886 Objekt-ID: 15182            | Ortsplatz 1 Standort KG: Kirchberg              | Stuck in spätem Rokoko (Ende des 18. Jahrhunderts) ziert die Straßenseite des ehemaligen Gasthofes. | BDA-Hist.: Q37846135 Status: Bescheid Stand der BDA-Liste: 2025-06-30 Name: Gemeindeamt, ehem. Gasthof Kirchenwirt GstNr.: .133                    |
| ja   | Datei hochladen | Aufbahrungshalle HERIS-ID: 18888 Objekt-ID: 15184                                  | Tenoplatz 1, in der Nähe Standort KG: Kirchberg | | BDA-Hist.: Q37846150 Status: § 2a Stand der BDA-Liste: 2025-06-30 Name: Aufbahrungshalle GstNr.: .230                                              |
| ja   | Datei hochladen | Evang. Pfarrhof, ehem. Schule HERIS-ID: 18889 Objekt-ID: 15185                     | Tenoplatz 1 Standort KG: Kirchberg              | | BDA-Hist.: Q37846163 Status: § 2a Stand der BDA-Liste: 2025-06-30 Name: Evang. Pfarrhof, ehem. Schule GstNr.: .232                                 |
| ja   | Datei hochladen | Evang. Pfarrkirche A.B. HERIS-ID: 18892 Objekt-ID: 15188                           | Tenoplatz Standort KG: Kirchberg                | Diese Kirche ist das größte evangelische Gotteshaus in Oberösterreich | BDA-Hist.: Q37846193 Status: § 2a Stand der BDA-Liste: 2025-06-30 Name: Evang. Pfarrkirche A.B. GstNr.: .206 Evangelische Kirche im Feld (Thening) |
| ja   | Datei hochladen | Ehem. Schul- und Bethaus der evang. Gemeinde HERIS-ID: 18890 Objekt-ID: 15186      | Tenoplatz 7, 8 Standort KG: Kirchberg           | Im Mai 1783 begann man mit dem Bau des Toleranz-Bethauses. Schon im Jänner 1784 war es fertiggestellt und war bis zur Einweihung der „Kirche im Feld“ das Gotteshaus der evangelischen Gemeinde Thening.                                     | BDA-Hist.: Q37846180 Status: § 2a Stand der BDA-Liste: 2025-06-30 Name: Ehem. Schul- und Bethaus der evang. Gemeinde GstNr.: .229                  |
| ja   | Datei hochladen | Kath. Pfarrkirche hl. Valentin mit Kirchhofanlage HERIS-ID: 18894 Objekt-ID: 15190 | Ortsplatz 6, bei Standort KG: Kirchberg         | Nach einem Brand 1774 baute man die ursprünglich gotische Kirche um. Ein zweiter Umbau folgte im Jahre 1859. Die Kirche hat ein einschiffiges Langhaus mit Platzlgewölbe und einen netzrippengewölbten Chor. Die Einrichtung ist neugotisch. | BDA-Hist.: Q21864336 Status: § 2a Stand der BDA-Liste: 2025-06-30 Name: Kath. Pfarrkirche hl. Valentin mit Kirchhofanlage GstNr.: .124, 458        |